# Peter Tremayne
Pour les articles homonymes, voir Tremayne.
Peter Tremayne est le pseudonyme de Peter Berresford Ellis, romancier, journaliste et biographe britannique, né le 10 mars 1943 à Coventry, dans le comté du Warwickshire, en Angleterre. L'auteur signe aussi des romans du pseudonyme de Peter MacAlan.
Peter Tremayne a suscité l'intérêt d'un public grâce, notamment, à la série ayant pour héroïne Sœur Fidelma, des romans policiers historiques dont l'action se déroule dans l'Irlande du VIIe siècle.

## Biographie
Fils d'un journaliste et d'une mère de descendance bretonne, il fait ses études au Brighton College of Art (en) (Faculté des Arts) de l'université de Brighton et à l'université de Londres. En 1989, il complète également une maîtrise en études celtiques du North East London Polytechnic, aujourd'hui une des facultés de l'université de Londres-Est.
Devenu journaliste, il entre d'abord dans un petit hebdomadaire de la côte Sud de l'Angleterre, puis travaille pour la presse en Irlande. En 1964, il est chroniqueur pour les questions touchant l'Irlande du Nord dans un quotidien de Londres.
Spécialiste de l'histoire celte, il publie en 1968, sous son patronyme, Wales: A Mation Again, « un essai sur la lutte d'indépendance du Pays de Galles », précédé d'un avant-propos de Gwynfor Evans. Il signe ensuite des « études sur l'Irlande qui font rapidement autorité » et décide de se consacrer entièrement à l'écriture à partir de 1975.
Avant de se lancer dans les aventures de Sœur Fidelma, il publie, entre 1983 et 1993, sous le pseudonyme de Peter MacAlan, huit thrillers.
En 1994, il amorce la série de son héroïne, Sœur Fidelma, juge des royaumes d'Irlande, qui enquête sur des crimes pour le compte du Haut Roi, son frère. L'époque et le caractère de l'héroïne font que les intrigues tournent souvent autour de la confrontation entre la civilisation celtique et païenne traditionnelle de l'Irlande et la nouvelle religion qui s'implante alors, le christianisme. Fidelma est chrétienne, mais pétrie de culture druidique, et elle cherche à concilier ces deux faces de l'Irlande. En somme, « délicieusement décalée par rapport à son époque, Sœur Fidelma est toujours à deux doigts du blasphème : elle s'oppose à ce que les hommes d'église soient contraints au célibat, et flirte avec l'hérésie de Pélage qui nie le péché originel tout en accordant une grande confiance en l'homme ».
Sous le pseudonyme de Peter Tremayne sont également parus plusieurs romans fantastiques, où est notamment repris le personnage de Dracula de Bram Stoker, auquel l'auteur a consacré une étude, intitulée The Un-dead: the Legend of Bram Stoker and Dracula, en 1997. Il a aussi fait paraître des récits d'horreur, notamment Terreur rampante (The Morgow Rises!, 1982).
Sous son patronyme, il a publié des biographies de Henry Rider Haggard, William Earl Johns, Talbot Mundy (en) et E. C. Vivian.

## Œuvre

### Romans

#### SérieSœur Fidelma
1. Absolution by Murder (1994) - Date du récit : 664 - Lieu : Whitby (actuelle Angleterre) Absolution par le meurtre, traduit par Cécile Leclère, Paris, 10/18, coll. « Grands détectives » no 3630, 2004  (ISBN 2-264-03352-5)
2. Shroud for the Archibishop (1995) - Date du récit : 664 - Lieu : Rome Le Suaire de l'archevêque, traduit par Dorothée Chifflot, Paris, 10/18, coll. « Grands détectives » no 3631, 2004  (ISBN 2-264-03351-7)
3. Suffer Little Children (1995) - Date du récit : 665 - Lieu : Irlande Les Cinq Royaumes, traduit par Hélène Prouteau, Paris, 10/18, coll. « Grands détectives » no 3717, 2004  (ISBN 2-264-03350-9)
4. The Subtle Serpent (1996) - Date du récit : 666 - Lieu : Irlande La Ruse du serpent, traduit par Hélène Prouteau, Paris, 10/18, coll. « Grands détectives » no 3788, 2005  (ISBN 2-264-03979-5)
5. The Spider's Web (1997) - Date du récit : 666 - Lieu : Irlande Le Secret de Móen, traduit par Hélène Prouteau, Paris, 10/18, coll. « Grands détectives » no 3857, 2005  (ISBN 2-264-03980-9)
6. Valley of the Shadow (1998)  - Date du récit : 666 - Lieu : Irlande La Mort aux trois visages, traduit par Hélène Prouteau, Paris, 10/18, coll. « Grands détectives » no 3913, 2006  (ISBN 2-264-03978-7)
7. The Monk Who Vanished (1999) - Date du récit : septembre 666 - Lieu : Irlande Le Sang du moine, traduit par Hélène Prouteau, Paris, 10/18, coll. « Grands détectives » no 3962, 2006  (ISBN 2-264-04424-1)
8. Act of Mercy (1999) - Date du récit : octobre 666 - Lieu : en mer vers Saint-Jacques-de-Compostelle Le Pèlerinage de sœur Fidelma, traduit par Hélène Prouteau, Paris, 10/18, coll. « Grands détectives » no 4017, 2007  (ISBN 978-2-264-04449-5)
9. Our Lady of Darkness (2000) - Date du récit : VIIe siècle - Lieu : Irlande La Dame des ténèbres, traduit par Hélène Prouteau, Paris, 10/18, coll. « Grands détectives » no 4066, 2007  (ISBN 978-2-264-04603-1)
10. Smoke in the Wind (2001) - Date du récit : VIIe siècle - Lieu : Irlande Les Disparus de Dyfed, traduit par Hélène Prouteau, Paris, 10/18, coll. « Grands détectives » no 4125, 2008  (ISBN 978-2-264-04658-1)
11. The Haunted Abbot (2002) - Date du récit : 666 - Lieu : Angleterre Suffolk Le Châtiment de l'au-delà, traduit par Hélène Prouteau, Paris, 10/18, coll. « Grands détectives » no 4160, 2008  (ISBN 978-2-264-04670-3)
12. Badger's Moon (2003) - Date du récit : 667 - Lieu : Irlande Les Mystères de la lune, traduit par Hélène Prouteau, Paris, 10/18, coll. « Grands détectives » no 4199, 2009  (ISBN 978-2-264-04832-5)
13. Hemlock at Vespers (2000) - Recueil de quinze nouvelles - Date du récit : VIIe siècle De la ciguë pour les vêpres, traduit par Hélène Prouteau, Paris, 10/18, coll. « Grands détectives » no 4074, 2009  (ISBN 978-2-264-04450-1)
14. The Leper's Bell (2004) - Date du récit : novembre 667 - Lieu : Irlande La Cloche du lépreux, traduit par Hélène Prouteau, Paris, 10/18, coll. « Grands détectives » no 4280, 2009  (ISBN 978-2-264-04961-2)
15. Master of Souls (2005) - Date du récit : VIIe siècle - Lieu : Irlande Maître des âmes, traduit par Hélène Prouteau, Paris, 10/18, coll. « Grands détectives » no 4319, 2010  (ISBN 978-2-264-04963-6)
16. A Prayer for the Damned (2006) - Date du récit : VIIe siècle - Lieu : Irlande Une prière pour les damnés, traduit par Hélène Prouteau, Paris, 10/18, coll. « Grands détectives » no 4390, 2010  (ISBN 978-2-264-05224-7)
17. Dancing with Demons (2007) - Date du récit : hiver 669 - Lieu : Irlande Une danse avec les démons, traduit par Hélène Prouteau, Paris, 10/18, coll. « Grands détectives » no 4413, 2011  (ISBN 978-2-264-05265-0)
18. Council of the Cursed (2008) - Date du récit : 670 - Lieu : France Autun Le Concile des maudits, traduit par Hélène Prouteau, Paris, 10/18, coll. « Grands détectives » no 4466, 2011  (ISBN 978-2-264-05266-7)
19. The Dove of Death (2009) - Date du récit : été 670 - Lieu : France petite bretagne La Colombe de la mort, traduit par Hélène Prouteau, Paris, 10/18, coll. « Grands détectives » no 4523, 2012  (ISBN 978-2-264-05580-4)
20. Whispers of the Dead (2004) - Date du récit : VIIe siècle - Lieu : Irlande La Parole des morts, traduit par Hélène Prouteau, Paris, 10/18, coll. « Grands détectives » no 4568, 2012  (ISBN 978-2-264-05798-3)
21. The Chalice of Blood (2010) - Date du récit : automne 670 - Lieu : Irlande Un calice de sang, traduit par Hélène Prouteau, Paris, 10/18, coll. « Grands détectives » no 4632, 2013  (ISBN 978-2-264-05579-8)
22. Behold a Pale Horse (2011) - Date du récit : 664 - Lieu: Italie Le Cavalier blanc, traduit par Hélène Prouteau, Paris, 10/18, coll. « Grands détectives » no 4764, 2013  (ISBN 978-2-264-06050-1)
23. The Seventh Trumpet (2012) - Date du récit : 670 - Lieu : Irlande La Septième Trompette, traduit par Hélène Prouteau, Paris, 10/18, coll. « Grands détectives » no 4732, 2014  (ISBN 978-2-264-06051-8)
24. Atonement of Blood (2013) Expiation par le sang, traduit par Hélène Prouteau, Paris, 10/18. Grands Détectives no 4834, 2014  (ISBN 978-2-264-06326-7)
25. The Devil's Seal (2014) Le Sceau du diable, traduit par Corine Derblum, Paris, 10/18, coll. « Grands détectives » no 4924, 2015  (ISBN 978-2-264-06360-1)
26. The Second Death (2015) La Confrérie du corbeau, traduit par Corine Derblum, Paris, 10/18, 2016  (ISBN 978-2-823-82415-5) ; réédition, Paris, 10/18, coll. « Grands détectives » no 5191, 2017  (ISBN 978-2-264-07100-2)
27. Penance of the Damned (2016)  La Pénitence des damnés, traduit par Corine Derblum, Paris, 10/18, 2017  (ISBN 978-2-264-06977-1) ; réédition, 10/18, coll. « Grands détectives » no 5363, 2018  (ISBN 978-2-264-07315-0)
28. Night of the Lightbringer (2017) La Nuit du porte-lumière, traduit par Corine Derblum, Paris, 10/18, 2018   (ISBN 978-2-264-07220-7) ; réédition, Paris, 10/18, coll. « Grands détectives » no 5439, 2019  (ISBN 978-2-264-07425-6)
29. Bloodmoon (2018) Une lune de sang, traduit par Corine Derblum, Paris, 10/18, 2019   (ISBN 978-2-264-07407-2) ; réédition, Paris, 10/18, coll. « Grands détectives » no 5569, 2021  (ISBN 978-2-264-07639-7)
30. Blood in Eden (2019) Du sang au paradis, traduit par Corine Derblum, Paris, 10/18, 2021  (ISBN 978-2-264-07625-0) ; réédition, Paris, 10/18, coll. « Grands détectives » no 5682, 2021  (ISBN 9782264078087)
31. The Shapeshifter’s Lair (2020) La Jeteuse de sort, traduit par Corine Derblum, Paris, 10/18, 2021  (ISBN 978-2-264-07826-1)
32. The House of Death (2021) Le Conseil des sept, traduit par Corine Derblum-Ganem, Paris, 10/18, 2022  (ISBN 978-2-264-07970-1)
33. Death of a Heretic (2022) Mort d'un hérétique, traduit par Corine Derblum-Ganem, Paris, 10/18, 2023  (ISBN 978-2-264-08351-7)
34. Revenge of the Stormbringer (2023) La Fille de la tempête, traduit par Corine Derblum-Ganem, Paris, 10/18, 2024  (ISBN 978-2-264-08318-0)
35. Prophet of Blood(2024) La Prophétesse des cendres, traduit par Corine Derblum-Ganem, Paris, 10/18, 2025  (ISBN 978-2-264-08548-1)

#### SérieDracula Lives
- Dracula Unborn ou Bloodright : Memoirs of Micrea Son to Dracula (1977)
- The Revenge of Dracula (1978)
- Dracula, My Love (1980)

#### SérieLan-Kern
- The Fires of Lan-Kern (1980)
- The Destroyers of Lan-Kern (1982)
- The Buccaneers of Lan-Kern (1983)

#### Autres romans
- Hound of Frankenstein (1977)
- The Vengeance of She (1978)
- The Ants (1979)
- The Curse of Loch Ness (1979)
- Zombie! (1981)
- The Return of Raffles (1981)
- The Morgow Rises! (1982) Terreur rampante, Paris, Fleuve noir, coll. « Gore » no 55, 1988  (ISBN 2-265-03683-8)
- Snowbeast! (1983)
- Raven of Destiny (1984)
- Kiss of the Cobra (1984)
- Swamp! (1985)
- Angelus! (1985)
- Nicor! (1987)
- Trollnight (1987)
- Ravenmoon ou Bloodmist (1988)
- Island of Shadows (1991)

#### Romans policiers signés Peter MacAlan
- Judas Battalion (1983)
- Airship (1984)
- The Confession (1985)
- Kitchener's Gold (1986)
- Valkyrie Directive (1987)
- Fireball (1990)
- The Windsor Protocol (1993)

### Nouvelles

#### Recueil de nouvelles
- My Lady of Hy-Brasil: and Other Stories (1987)
- Aisling: and Other Irish Tales of Terror (1992)
- An Ensuing Evil and Others (2005)

#### Nouvelles isolées

##### SérieSœur Fidelma
- The Banshee (2004)
- Sanctuary! (2006)
- Finnbarr’s Bell (2008)
- The Comb Bag (2013)
- The Copyist (2017)

##### Autres nouvelles
- Son of Dracula (1973)
- The Hound of Frankenstein (1977)
- Dracula's Chair (1979)
- Reflections on a Dark Eye (1981)
- The Storm Devil of Lan-Kern (1982)
- The Ploughing of Pras-a-Ufereth (1982)
- Snake Fright (1983)
- The Kelpie’s Mask (1983)
- The Imshee (1983)
- The Last Gift (1984)
- My Lady of Hy-Brasil (1984)
- The Hudolion (1984)
- The Samhain Feis (1984)
- The Pooka (1985)
- Aisling (1985)
- The Singing Stone (1986)
- Deathstone (1987)
- The Last Gift (1989)
- The Mongfind (1990)
- Daoine Domhain (1992)
- Bran and Branwen (1995)
- The Destruction of Ker-Ys (1995)
- The Ever-Living Ones (1995)
- Island of the Ocean God (1995)
- The Shadowy One (1995)
- The Sons of Tuirenn (1995)
- The Temptations of Merlin (1995)
- Tewdrig, Tyrant of Treheyl (1995)
- My Name Upon the Wind (1996)
- The Family Curse (1997)
- Night's Black Agents (1999)
- The Kidnapping of Mycroft Holmes (2003)
- A Walking Shadow (2005)
- The Case of the Panicking Policeman (2007)
- Fear No More the Heat o' the Sun (2010)
- This Thing of Darkness (2011)
- Catspaw (2016)

### Autres publications
- Wales: A Mation Again (1968), sous le patronyme de Peter Berresford Ellis
- The Un-dead: the Legend of Bram Stoker and Dracula (1997), en collaboration avec Peter Haining

## Récompenses et distinctions
Tremayne a un diplôme honorifique de l'université de Londres-Est.
Il a également reçu en 1988, l'Irish Post Award pour avoir apporté une importante contribution à l'étude de l'histoire irlandaise.
Pour son roman Maître des âmes (Master of Souls) de la série Sœur Fidelma, il reçoit le prix Historia en 2010.
Il est membre de la Society of Authors et de la Crime Writers Society.